# One Asia Foundation
Pour les articles homonymes, voir OAF.
 (mai 2018).
La One Asia Foundation (OAF) est une organisation à but non lucratif fondée le 21 décembre 2009. Le but est de la One Asia Foundation d'arriver à la création d’une Communauté Asiatique. Dans cette optique, elle promeut et soutient diverses activités visant à améliorer la compréhension mutuelle et interculturelle. L'objectif que s'est fixée la OAF est de créer un environnement pacifique et sûr au sein d'une Communauté Asiatique dans laquelle les gens puisse vivre en harmonie, dans le partage de leurs buts et rêves, ayant pour fin la paix et la sécurité mondiale.

## L'objectif de la One Asia Foundation
À la suite de la création de l'Union européenne, qui a réussi à rassembler 27 pays et plus de 500 millions d'habitants, dans la perspective d'un avenir commun aussi bien harmonieux que bénéfique pour tous ses membres, l'OAF se propose d'être un modèle pour l'unification des États au XXIe siècle, à l'intérieur d'une société multiculturelle et multiethnique.
L'OAF a pour dessein l'aide à la création, dans un futur proche, d'une Communauté Asiatique de plus de 40 pays et 4,4 milliards d'habitants en Asie. Ladite Communauté inclurait le nord-est, le sud-est asiatique et l'Asie centrale. La mise en pratique de cet idéal se caractérise par la mise en relation et la création de réseaux de personnes partageant ces mêmes idées.
De nos jours, l'Asie est l'une des régions connaissant un essor économique, culturel et politique à l'échelle mondiale. À cela, s'ajoutent une histoire et des caractéristiques socio-culturelles appartenant à un socle commun, sans que celles-ci aient réussi à transcender les frontières.
Cependant, grâce aux avancées technologiques en matière d'information et de communication, dues à la mondialisation, de grands changements se produisent, quant au comportement des populations. En fait, l'Asie commence déjà à voir émerger des projets de collaboration à un niveau supranational, non seulement dans le domaine politique, mais aussi dans d'autres domaines notamment économiques et culturels. Dans la continuité de ces projets, l'OAF croit fermement en la possibilité de création d'une Communauté et continuera de promouvoir ce projet de paix et de sécurité, dans le cadre de l'Asie et du reste du monde.

## Initiative de la Fondation
1. Financer d'autres organisations et structures qui partagent le même idéal d'une Communauté asiatique.
2. Soutenir les universités et professeurs en Asie, voulant œuvrer dans ce but, notamment en créant des départements et cursus dans le même sens.
3. Aider des institutions et des universitaires spécialisés dans la recherche de systèmes financiers ou monétaires utiles à la création de la susdite Communauté.
4. Accorder des bourses à des étudiants inscrits à des cursus ou matières mentionnés dans la deuxième initiative.
5. Promouvoir des échanges culturels, sportifs et académiques entre les futurs membres de la Communauté.
6. Réaliser d'autres projets nécessaire à la concrétisation des objectifs de la Communauté.

La fondation a promu pendant plusieurs années des projets dans des universités à travers le continent asiatique, mais elle a aussi financé des cours dans des universités sur d'autres continents.

### La fondation OAF en Espagne
L'Espagne est l'un des pays pionniers en Europe qui a intégré à son programme un séminaire en partenariat avec l'OAF:
En 2017 l'université complutense de Madrid a offert ce séminaire d'études asiatiques dirigé par des professeurs de différentes nationalités en collaboration avec l'OAF.